# Палланцено
Палланцено (итал. Pallanzeno) — коммуна в Италии, располагается в регионе Пьемонт, в провинции Вербано-Кузьо-Оссола.
Население составляет 1 136 человека (31-12-2017), плотность населения составляет 259,95 чел./км². Занимает площадь 4,37 км². Почтовый индекс — 28020. Телефонный код — 0324.
Покровителем коммуны почитается святой апостол Пётр, празднование 29 июня.

## Демография
Динамика населения:

## Администрация коммуны
- Официальный сайт:

## Известные жители и уроженцы
- Мориджи, Катерина (1437—1478) — католическая блаженная
- Ротан, Густав (1822—1890) — французский дипломат, историк и писатель.

## Примечание
1. ↑  Statistiche demografiche ISTAT. demo.istat.it. Дата обращения: 11 декабря 2019. Архивировано 16 июля 2018 года.